# Ребенок, Александра Вячеславовна
Алекса́ндра Вячесла́вовна Ребено́к (род. 6 мая 1980, Москва, РСФСР, СССР) — российская актриса театра и кино, телеведущая. Ведущая актриса МХТ имени А. П. Чехова и Театра на Бронной. Лауреат кинопремии «Золотой орёл» (2024).

## Биография

### Ранние годы
Актриса Александра Ребенок родилась 6 мая 1980 года в Москве в семье кандидата физико-математических наук и модельера и технолога одежды. Имеет белорусское происхождение. В 1994 году окончила Детскую школу искусств № 1. В 1997 году окончила учебно-воспитательный комплекс имени Галины Вишневской по классу фортепиано. С 1997 по 1999 год училась в Московском государственном университете культуры и искусств, окончила 2 курса на режиссёрском факультете по специальности «режиссёр театра».
В 2003 году окончила Театральный институт имени Бориса Щукина, где её художественным руководителем был Р. Ю. Овчинников.

### Карьера
С 2003 по 2005 год сотрудничала с Театральным центром «На Страстном». В 2005 году была ведущей на канале О2ТВ.
С 2005 года — 2011 актриса Театра.doc. С 2008 года сотрудничает с ПROEKT_ҒАБRИКА. С 2009—2013 год сотрудничала с ЦДиР А. Казанцева и М. Рощина. В 2012 году сыграла роль в фильме «Пока ночь не разлучит» реж. Б. Хлебников. 2013 главная роль в фильме «До свиданья мама» реж. Светлана Проскурина
В 2011 году стала ведущей программы «Косметический ремонт. Русская версия» на канале Муз-ТВ, адаптации британского шоу Snog Marry Avoid?.
С 16 января по 9 февраля 2012 года принимала участие в реалити-шоу «Полиглот» на телеканале «Культура».
В 2013 году участвует в проекте «Былое и Дума» телеканала «Дождь». В 2013 поступает в театр МХТ им. Чехова и принимает участие как приглашенная актриса в спектакль Константина Богомолова «Карамазовы» на роль Грушеньки по одноименному роману Ф. М. Достоевского. Уже в 2015 году по сегодняшний день приглашена в основную труппу театра. Занята в спектаклях «Три сестры», «Чайка», «Новая оптимистическая», «Сентрал парк Вест 350» и др. С 2020 года сотрудничает с театром на Бронной под руководством К. Ю. Богомолова по сегодняшний день. Принимает участие в спектаклях «Бесы», «Гамлет in Moscow», «Дачники на Бали» и др.
В 2020—2021 годы одна из главных ролей в сериале «Содержанки», а также сериале «Садовое кольцо» на канале START. Сериал «Швабра», «Против всех», «Обитель», «Кеша должен умереть», «Первый номер» и др.
В 2022 году участвовала в 13 сезоне шоу «Танцы со звёздами» на телеканале «Россия-1», где её напарником был Михаил Щепкин. Продержались до финала, заняли 4 место.
С 23 сентября 2022 года является постоянным членом жюри шоу «Фантастика» на Первом канале.

### Личная жизнь
- Замужем за актёром Алексеем Вертковым.
- 6 июля 2017 года у пары родился сын Иван[9].
- 1 августа 2020 года родилась дочь Вера[10].

## Творчество

### Театр
Театральный центр «На Страстном» (2003—2005)
- «Пять вечеров», реж. Ю. Нифонтов — Тамара
- «Прекрасные люди» И. С. Тургенев, реж. П. Сафонов — Анна Семёновна Ислаева
- «Очень старый человек с огромными крыльями» Г. Маркес, реж. А. Назаров — Изабель
- «Войцек» Г. Бюхнер, реж. А. Назаров
- «Дон Кихот» М. Сервантес, реж. А. Назаров

Центр имени Вс. Мейерхольда (2005)
- «Ивонна, принцесса Бургундская» В. Гомбрович, реж. П. Сафонов

Театр.doc (с 2005)
- 2006 — «Заполярная правда» Ю. Клавдиев, реж. Георг Жено — Света
- 2007 — «Синий слесарь» М. Дурненков, реж. М. Угаров, Р. Маликов — Лера
- 2009 — «Жизнь удалась», реж. М. Угаров, М. Гацалов — Анжела
- 2011 — «89-93 (Сквоты)» реж. Р. Маликов — журналистка
- 2011 — «Час восемнадцать» Е. Гремина, реж. М. Угаров — Александра Гаусс

ПROEKT_ҒАБRИКА (с 2008)
- 2008 — «3-я смена» П. Пряжко, реж. Ф. Григорьян — вожатая Лена

ЦДР им. М. Рощина и А. Казанцева (с 2009)
- 2009 — «Приход тела» братья Пресняковы, реж. М. Гацалов — второй режиссёр Ксюша
- 2010 — «Класс Бенто Бончева» М. Курочкин, реж. М. Угаров — Санди
- 2011 — «Час 18» Е. Гремина реж. М. Угаров — доктор Александра Гаусс

МХТ им. А. П. Чехова (с 2013)
- 2013 — «Карамазовы» Ф. М. Достоевского, реж. К. Богомолов — Грушенька со смехом
- 2014 — «Мефисто» Клауса Манна, реж. А. Шапиро — Николетта фон Нибур
- 2015 — «Мушкетёры. Сага. Часть первая» по мотивам романа Александра Дюма, реж. К. Богомолов — Констанция (Костя)
- 2016 — «350 Сентрал-парк Вест» Вуди Аллен, реж. К. Богомолов — Кэрол
- 2017 — «Мужья и жены» Вуди Аллена, реж. К. Богомолов — Сэлли
- 2017 — «Идеальный муж» О. Уайльда, реж. К. Богомолов — Ирина
- 2018 — «Три сестры» А. Чехова, реж. К. Богомолов — Ольга Сергеевна Прозорова
- 2022 — «Чайка» А. Чехова, реж. О. Коршуновас — Ирина Аркадина, ввод
- 2022 — «Новая оптимистическая» Всеволода Вишневского, реж. К. Богомолов — Комиссар

Театр на Малой Бронной (с 2020)
- 2020 — «Бесы» Достоевского, реж. К. Богомолов — Ставрогин
- 2020 — «Дядя Лёва» Леонида Зорина, реж. К. Богомолов — Маргарита Павловна
- 2022 — «Гамлет in Moscow» У. Шекспира, реж. К. Богомолов — Актриса
- 2023 — «Дачники на Бали» М. Горького, реж. К. Богомолов — Актриса

Государственный театр наций (с 2014)
- «Гаргантюа и Пантагрюэль» Франсуа Рабле, реж. К. Богомолов — Дама-Тамара и не только

### Фильмография
- 2004 — Увольнение (короткометражный) — эпизод
- 2004—2013 — Кулагин и партнёры
- 2004 — Фотоохота (короткометражный) — Ира
- 2007 — Мечты Алисы — Зинаида
- 2008 — Глухарь (серия № 25 «Падение») — Таня Круглова
- 2008 — Петровка, 38. Команда Семёнова — Алёна
- 2009 — Крем — Василиса Шнейдерсон, следователь
- 2009 — М+Ж — Рита
- 2009 — Невеста любой ценой — Марина
- 2009 — След (серия № 271 «Пирамидка») — Оксана Ливанова
- 2010 — Джи-Фактор — Алиса
- 2010 — Школа — Наталья Николаевна Орлова, учитель физики
- 2010 — Сказка для взрослых младшего возраста (короткометражный) — Саша
- 2012 — День Победы (короткометражный) — Наташа
- 2012 — Пока ночь не разлучит — художница
- 2013 — До свидания, мама — Анна
- 2014 — В Москве всегда солнечно — Алёна
- 2014 — Братья Ч — Наталья Гольден
- 2014 — Холивар — Лена
- 2014 — Соблазн — журналист
- 2014 — Раскаяние — Алёна
- 2015 — Метод Фрейда 2 — Климова, следователь, новый сотрудник следственного отдела (вместо убитой Людмилы Шуваевой), старший лейтенант юстиции (2-й сезон, серия № 12)
- 2015 — Пенсильвания — Дарья Дворникова, судмедэксперт
- 2016 — Кризис нежного возраста — Ника
- 2017 — Большие деньги (другое название — «Фальшивомонетчики») — Нина, соседка Павла и Елены Потаповых, любовница Павла Потапова
- 2017 — Налёт — Марина Пушкина, проститутка
- 2017 — Невеста — Лиза
- 2017 — Разбуди меня — Даша
- 2018 — Кислота — мать Саши
- 2018 — Садовое кольцо — Лида
- 2018 — Теория вероятности — Наташа Левандо, слепая певица
- 2018 — Операция «Сатана» — Анна Николаевна Макарова, начальник Первого отдела КБ «Север»
- 2019—2023 — Содержанки — Ольга Крутова, частный детектив, психолог, доверенное лицо Петра Сергеевича
- 2019 — Мёртвое озеро — Алина, сотрудница отеля
- 2019 — Случайный кадр — Альбина Робертовна Шарипова, капитан полиции
- 2019 — Воскресенье — Инна
- 2019 — Швабра — Анна Николаевна Швабрина, математик
- 2020 — Хороший человек — Инга, подруга Жени, начальник отдела экспертиз московского СК
- 2021 — Угрюм-река ― баронесса Нелли
- 2021 — Обитель — Галина Кучеренко, чекистка, сожительница начальника Соловецкого лагеря особого назначения Фёдора Эйхманиса и любовница заключённого Артёма Горяинова
- 2023 — Родные люди (новелла «Астрахань») ― Елена, мать Кирилла
- 2023 — Кеша должен умереть — Лена
- 2023 — Первая любовь — Женщина Георгия
- 2023 — 1993 — Вика, жена Янса
- 2023 — Против всех — Барбара
- 2023 — Сны Алисы — Марина
- 2024 — Недетское кино — Кикимора
- 2024 — Как друзья Захара женили — Татьяна

### Телепередачи
- 2010 — Реалити-шоу «Мама, я хочу стать звездой!» (MTV Россия) — ведущая
- 2011 — «Косметический ремонт. Русская версия» (Муз-ТВ) — ведущая
- 2012 — Интеллектуальное реалити-шоу «Полиглот» (телеканал «Культура») — участница
- 2012 — Реалити-шоу «Игра Крокодил» (Муз-ТВ) — участница
- 2022 — Танцы со звёздами (13 сезон) (Россия-1) — участница
- 2022 — Фантастика (Первый канал) — член жюри

## Награды и номинации
- 2024 — премия «Золотой орёл» в категории «Лучшая женская роль в кино второго плана» (фильм «1993»)[11].